# Immortale Dei
Immortale Dei è la sedicesima enciclica di papa Leone XIII, pubblicata il 1º novembre 1885.

## Contenuto
Con l'enciclica Immortale Dei sulla costituzione cristiana degli Stati, Leone XIII riprende alcune indicazioni contenute nella Diuturnum Illud, riaffermando l'accettazione da parte della Chiesa di qualsiasi forma di governo, purché orientata verso il bene comune dei cittadini. In questa enciclica il Papa aggiunge che «il diritto di comandare non è per sé stesso legato necessariamente a una forma di governo; ma in ogni forma di governo i governanti debbono avere riguardo a Dio, padrone supremo del mondo». Non si nega che le persone investite dell'autorità possano essere indicate dal popolo, ma l'origine di quella autorità non è terrena ma divina. 
Nello stesso documento troviamo un invito ai cattolici a partecipare alla vita pubblica tanto più che in ragione dei loro principi, i cattolici «sono più che mai obbligati di recare nel maneggio degli affari integrità e zelo», anche se il Papa precisa che può accadere che «in qualche luogo, per gravissime e giustissime ragioni, non sia espediente di partecipare agli affari dello Stato, né di ricevere uffizi politici» (chiaro riferimento alla situazione politica italiana).
Tuttavia, l'orientamento generale dell'enciclica è chiaramente indirizzato all'idea di un impegno pieno del laicato cattolico nella vita politica e sociale degli Stati.